# Avenue de la République (Courbevoie)
Pour les articles homonymes, voir Avenue de la République.
L'avenue de la République est une voie de la commune française de Courbevoie,. Elle suit le tracé de la route départementale 12.

## Situation et accès

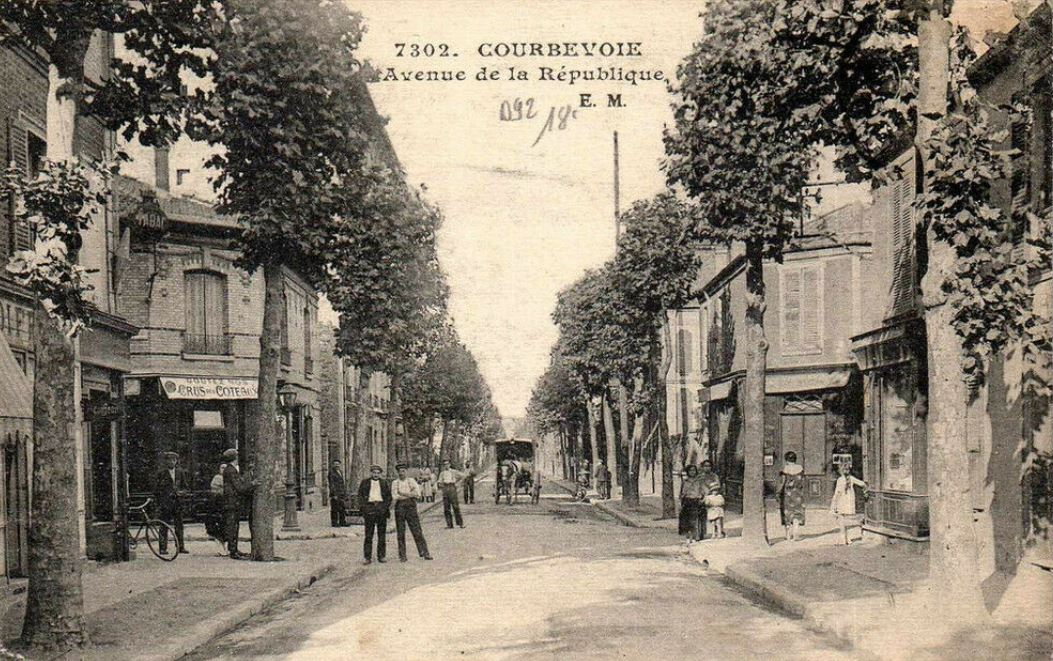
L'avenue de la République.

Débutant avenue Marceau, elle prolonge la rue Gaultier du sud-ouest au nord-est. L'ensemble forme un long axe rectiligne qui traverse presque tout Courbevoie.
Elle croise successivement les rues Jean-Pierre-Timbaud, d'Estienne-d'Orves, Raspail et de Colombes pour aboutir boulevard de Verdun, où passe la route départementale 908.
La desserte la plus proche est la gare de Courbevoie.

## Origine du nom
Primitivement appelée rue des Machebiches, elle est renommée en l'honneur de la Troisième République et, plus généralement, de la République française.

## Bâtiments remarquables et lieux de mémoire
- No 12 : dernier domicile et lieu du décès d'Antoine Rolland (1847-1892), pharmacien, maire de Courbevoie de 1888 à 1892, mort en fonctions.
- Nos 32 et 34 : square de la République[3].
- No 91 :  lotissement construit en 1905 par l'architecte E. Ferrière, recensé à l'inventaire général du patrimoine culturel[4].